# DeAndre Yedlin
DeAndre Roselle Yedlin (Seattle, 9 luglio 1993) è un calciatore statunitense, difensore o centrocampista del FC Cincinnati.

## Caratteristiche tecniche
È un terzino destro dotato di ottime doti atletiche, che gli permettono di spingere con grande pericolosità sulla sua fascia di competenza. Possiede anche delle discrete qualità in fase di copertura.

## Carriera

### Club

#### Seattle Sounders

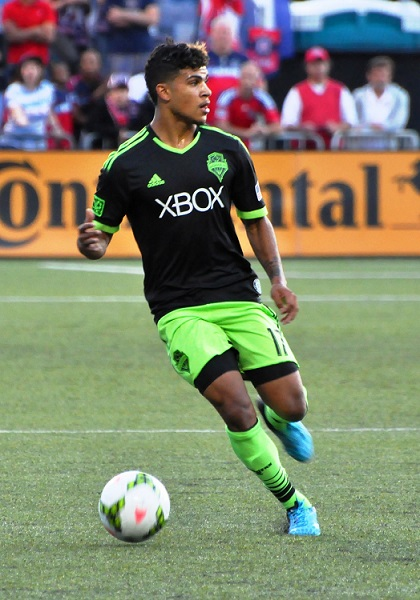
Yedlin con i nel 2014.

Inizia la sua carriera nei Seattle Sounders, dove compie tutta la trafila delle giovanili. Fa il suo esordio il 2 marzo 2013 contro il Montréal Impact e nel resto della stagione si guadagna un posto da titolare.

#### Tottenham e prestito al Sunderland
Il 13 agosto 2014 viene acquistato dal Tottenham, ma viene lasciato in prestito ai Seattle Sounders fino a gennaio 2015. In totale mette assieme con i Seattle Sounders 69 presenze e 3 reti. Fa il suo debutto con gli Spurs l'11 aprile 2015 contro l'Aston Villa. Il 1º settembre 2015 viene acquisito in prestito dal Sunderland.

#### Newcastle Utd e Galatasaray
Il 24 agosto 2016 viene ingaggiato dal Newcastle Utd a titolo definitivo. Tre giorni dopo fa il suo debutto in campionato contro il Brighton. In quattro anni e mezzo colleziona 125 presenze e 3 reti. Il 1º febbraio 2021 passa al Galatasaray, dove mette assieme 36 presenze e una rete. Il 26 gennaio 2022 risolve il contratto con i turchi.

#### Inter Miami e FC Cincinnati
Il 2 febbraio 2022 si accorda con l'Inter Miami, club della Major League Soccer. Nel 2023 è nominato capitano del club, tenendo la fascia fino all'arrivo in squadra di Lionel Messi. In due stagioni colleziona 78 presenze. Il 4 marzo 2024, dopo aver giocato altre 3 partite con l'Inter Miami, passa al FC Cincinnati.

### Nazionale

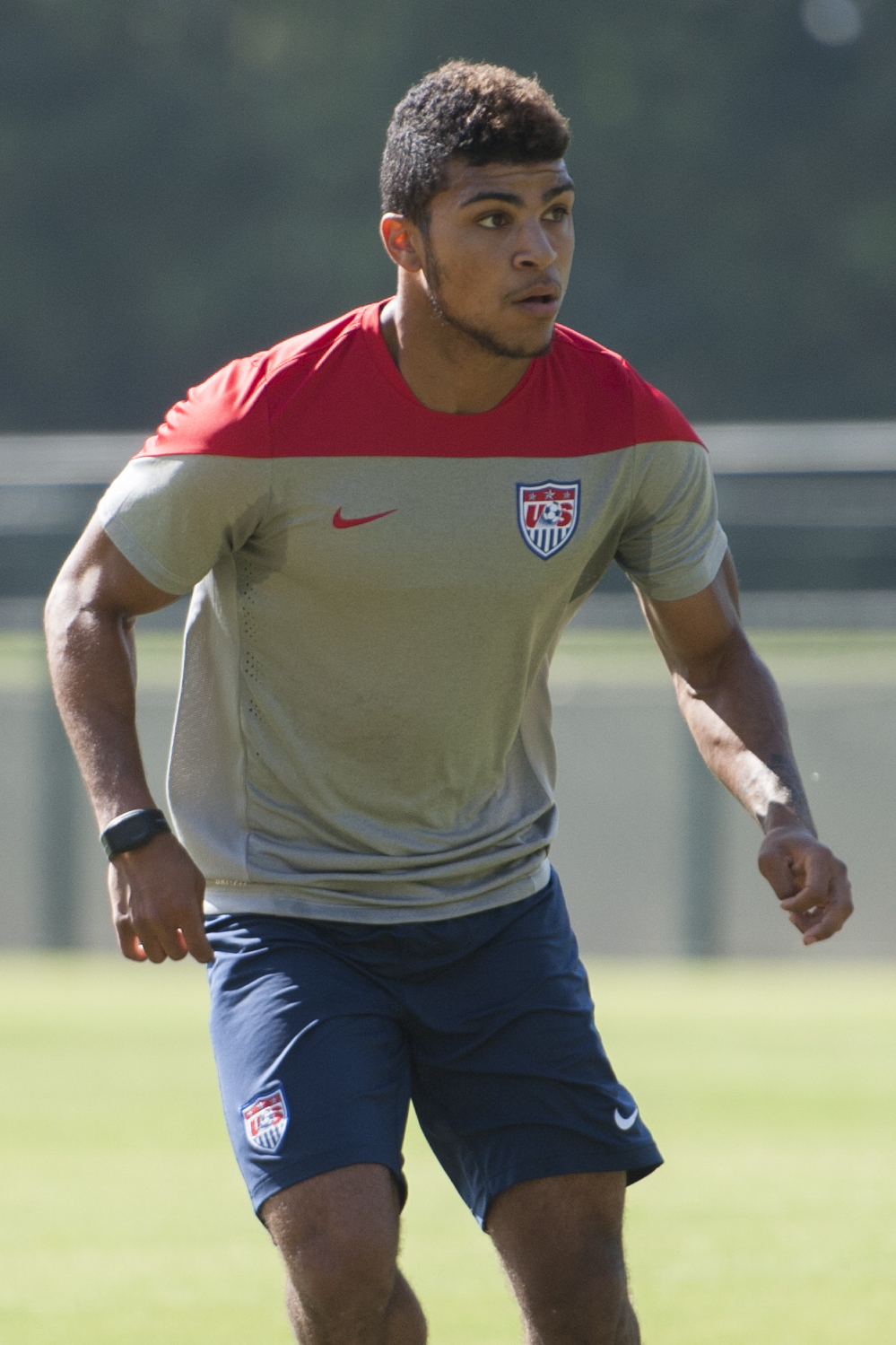
Yedlin con la nazionale statunitense nel 2014.

Nel 2013 partecipa al campionato mondiale Under-20, dove raccoglie 3 presenze.
Debutta con la nazionale statunitense il 1º febbraio 2014 nell'amichevole giocata contro la Corea del Sud. Viene convocato per il campionato mondiale 2014 in Brasile, debuttando il 23 giugno 2014 contro il Portogallo, nel match finito 2-2. Alla fine della competizione raccoglie 3 presenze. Nel 2015 partecipa alla CONCACAF Gold Cup 2015.
Nel 2016 viene convocato per la Copa América Centenario negli Stati Uniti.
Nel 2022 partecipa al campionato mondiale 2022 in Qatar. L'anno dopo prende parte alla CONCACAF Gold Cup 2023.

## Statistiche

### Presenze e reti nei club
Statistiche aggiornate all'8 giugno 2025.
| Stagione                | Squadra                 | Campionato              | Campionato | Campionato | Coppe nazionali | Coppe nazionali | Coppe nazionali | Coppe continentali | Coppe continentali | Coppe continentali | Altre coppe | Altre coppe | Altre coppe | Totale | Totale |
| Stagione                | Squadra                 | Comp                    | Pres       | Reti       | Comp            | Pres            | Reti            | Comp               | Pres               | Reti               | Comp        | Pres        | Reti        | Pres   | Reti   |
| ----------------------- | ----------------------- | ----------------------- | ---------- | ---------- | --------------- | --------------- | --------------- | ------------------ | ------------------ | ------------------ | ----------- | ----------- | ----------- | ------ | ------ |
| 2013                    | Seattle Sounders        | MLS                     | 31+2       | 1+1        | USOC            | 0               | 0               | CCL                | 4                  | 1                  | -           | -           | -           | 37     | 3      |
| 2014                    | Seattle Sounders        | MLS                     | 25+4       | 0+0        | USOC            | 3               | 0               | -                  | -                  | -                  | -           | -           | -           | 32     | 0      |
| Totale Seattle Sounders | Totale Seattle Sounders | Totale Seattle Sounders | 56+6       | 1+1        |                 | 3               | 0               |                    | 4                  | 1                  |             | -           | -           | 69     | 3      |
| gen.-giu. 2015          | Tottenham               | PL                      | 1          | 0          | FACup+CdL       | 0               | 0               | UEL                | 0                  | 0                  | -           | -           | -           | 1      | 0      |
| 2015-2016               | Sunderland              | PL                      | 23         | 0          | FACup+CdL       | 1+1             | 0               | -                  | -                  | -                  | -           | -           | -           | 25     | 0      |
| 2016-2017               | Newcastle Utd           | FLC                     | 27         | 1          | FACup+CdL       | 2+3             | 0               |                    | -                  | -                  |             | -           | -           | 32     | 1      |
| 2017-2018               | Newcastle Utd           | PL                      | 34         | 0          | FACup+CdL       | 0               | 0               |                    | -                  | -                  |             | -           | -           | 34     | 0      |
| 2018-2019               | Newcastle Utd           | PL                      | 29         | 1          | FACup+CdL       | 0               | 0               |                    | -                  | -                  |             | -           | -           | 29     | 1      |
| 2019-2020               | Newcastle Utd           | PL                      | 16         | 1          | FACup+CdL       | 4+0             | 0               |                    | -                  | -                  |             | -           | -           | 20     | 1      |
| 2020-gen.2021           | Newcastle Utd           | PL                      | 6          | 0          | FACup+CdL       | 1+3             | 0               |                    | -                  | -                  |             | -           | -           | 10     | 0      |
| Totale Newcastle        | Totale Newcastle        | Totale Newcastle        | 112        | 3          |                 | 13              | 0               |                    | -                  | -                  |             | -           | -           | 125    | 3      |
| gen.-giu.2021           | Galatasaray             | SL                      | 11         | 1          | TK              | 1               | 0               | -                  | -                  | -                  | -           | -           | -           | 12     | 1      |
| 2021-gen.2022           | Galatasaray             | SL                      | 16         | 0          | TK              | 0               | 0               | UCL+UEL            | 1+7                | 0+0                | -           | -           | -           | 24     | 0      |
| Totale Galatasaray      | Totale Galatasaray      | Totale Galatasaray      | 27         | 1          |                 | 1               | 0               |                    | 8                  | 0                  |             | -           | -           | 36     | 1      |
| 2022                    | Inter Miami             | MLS                     | 34+1       | 0+0        | USOC            | 3               | 0               | -                  | -                  | -                  | -           | -           | -           | 38     | 0      |
| 2023                    | Inter Miami             | MLS                     | 28         | 0          | USOC            | 6               | 0               | -                  | -                  | -                  | LC          | 7           | 0           | 41     | 0      |
| feb.-mar. 2024          | Inter Miami             | MLS                     | 3          | 0          | USOC            | -               | -               | CCC                | -                  | -                  | LC          | -           | -           | 3      | 0      |
| Totale Inter Miami      | Totale Inter Miami      | Totale Inter Miami      | 65+1       | 0          |                 | 9               | 0               |                    | -                  | -                  |             | 7           | 0           | 82     | 0      |
| mar.-dic. 2024          | FC Cincinnati           | MLS                     | 28+3       | 0+0        | USOC            | 0               | 0               | CCC                | 2                  | 0                  | LC          | 2           | 1           | 35     | 1      |
| 2025                    | FC Cincinnati           | MLS                     | 17         | 0          | USOC            | -               | -               | CCC                | 3                  | 0                  | LC          | -           | -           | 20     | 0      |
| Totale FC Cincinnati    | Totale FC Cincinnati    | Totale FC Cincinnati    | 45+3       | 0          |                 | 0               | 0               |                    | 5                  | 0                  |             | 2           | 1           | 55     | 1      |
| Totale carriera         | Totale carriera         | Totale carriera         | 339        | 6          |                 | 28              | 0               |                    | 17                 | 1                  |             | 9           | 1           | 393    | 8      |

### Cronologia presenze e reti in nazionale
| Cronologia completa delle presenze e delle reti in nazionale ― Stati Uniti | Cronologia completa delle presenze e delle reti in nazionale ― Stati Uniti | Cronologia completa delle presenze e delle reti in nazionale ― Stati Uniti | Cronologia completa delle presenze e delle reti in nazionale ― Stati Uniti | Cronologia completa delle presenze e delle reti in nazionale ― Stati Uniti | Cronologia completa delle presenze e delle reti in nazionale ― Stati Uniti | Cronologia completa delle presenze e delle reti in nazionale ― Stati Uniti | Cronologia completa delle presenze e delle reti in nazionale ― Stati Uniti |
| Data                                                                       | Città                                                                      | In casa                                                                    | Risultato                                                                  | Ospiti                                                                     | Competizione                                                               | Reti                                                                       | Note                                                                       |
| -------------------------------------------------------------------------- | -------------------------------------------------------------------------- | -------------------------------------------------------------------------- | -------------------------------------------------------------------------- | -------------------------------------------------------------------------- | -------------------------------------------------------------------------- | -------------------------------------------------------------------------- | -------------------------------------------------------------------------- |
| 1-2-2014                                                                   | Carson                                                                     | Stati Uniti                                                                | 1 – 0                                                                      | Corea del Sud                                                              | Amichevole                                                                 | -                                                                          | 74’                                                                        |
| 2-4-2014                                                                   | Glendale                                                                   | Stati Uniti                                                                | 2 – 2                                                                      | Messico                                                                    | Amichevole                                                                 | -                                                                          | 71’                                                                        |
| 27-5-2014                                                                  | San Francisco                                                              | Stati Uniti                                                                | 2 – 0                                                                      | Azerbaigian                                                                | Amichevole                                                                 | -                                                                          | 62’                                                                        |
| 1-6-2014                                                                   | Harrison                                                                   | Stati Uniti                                                                | 2 – 1                                                                      | Turchia                                                                    | Amichevole                                                                 | -                                                                          | 64’                                                                        |
| 22-6-2014                                                                  | Manaus                                                                     | Stati Uniti                                                                | 2 – 2                                                                      | Portogallo                                                                 | Mondiali 2014 - 1º turno                                                   | -                                                                          | 72’                                                                        |
| 26-6-2014                                                                  | Recife                                                                     | Stati Uniti                                                                | 0 – 1                                                                      | Germania                                                                   | Mondiali 2014 - 1º turno                                                   | -                                                                          | 84’                                                                        |
| 1-7-2014                                                                   | Salvador                                                                   | Belgio                                                                     | 2 – 1 dts                                                                  | Stati Uniti                                                                | Mondiali 2014 - Ottavi di finale                                           | -                                                                          | 88’                                                                        |
| 10-10-2014                                                                 | East Hartford                                                              | Stati Uniti                                                                | 1 – 1                                                                      | Ecuador                                                                    | Amichevole                                                                 | -                                                                          |                                                                            |
| 14-10-2014                                                                 | Boca Raton                                                                 | Stati Uniti                                                                | 1 – 1                                                                      | Honduras                                                                   | Amichevole                                                                 | -                                                                          | 64’                                                                        |
| 14-11-2014                                                                 | Fulham                                                                     | Colombia                                                                   | 2 – 1                                                                      | Stati Uniti                                                                | Amichevole                                                                 | -                                                                          | 86’                                                                        |
| 28-1-2015                                                                  | Rancagua                                                                   | Cile                                                                       | 3 – 2                                                                      | Stati Uniti                                                                | Amichevole                                                                 | -                                                                          |                                                                            |
| 8-2-2015                                                                   | Carson                                                                     | Stati Uniti                                                                | 2 – 0                                                                      | Panama                                                                     | Amichevole                                                                 | -                                                                          | 72’                                                                        |
| 25-3-2015                                                                  | Aarhus                                                                     | Danimarca                                                                  | 3 – 2                                                                      | Stati Uniti                                                                | Amichevole                                                                 | -                                                                          | 67’                                                                        |
| 31-3-2015                                                                  | Zurigo                                                                     | Svizzera                                                                   | 1 – 1                                                                      | Stati Uniti                                                                | Amichevole                                                                 | -                                                                          | 76’                                                                        |
| 15-4-2015                                                                  | San Antonio                                                                | Stati Uniti                                                                | 2 – 0                                                                      | Messico                                                                    | Amichevole                                                                 | -                                                                          |                                                                            |
| 5-6-2015                                                                   | Amsterdam                                                                  | Paesi Bassi                                                                | 3 – 4                                                                      | Stati Uniti                                                                | Amichevole                                                                 | -                                                                          | 56’                                                                        |
| 10-6-2015                                                                  | Colonia                                                                    | Germania                                                                   | 1 – 2                                                                      | Stati Uniti                                                                | Amichevole                                                                 | -                                                                          | 45’                                                                        |
| 3-7-2015                                                                   | Nashville                                                                  | Stati Uniti                                                                | 4 – 0                                                                      | Guatemala                                                                  | Amichevole                                                                 | -                                                                          |                                                                            |
| 7-7-2015                                                                   | Frisco                                                                     | Stati Uniti                                                                | 2 – 1                                                                      | Honduras                                                                   | Gold Cup 2015 - 1º turno                                                   | -                                                                          |                                                                            |
| 13-7-2015                                                                  | Kansas City                                                                | Stati Uniti                                                                | 1 – 1                                                                      | Panama                                                                     | Gold Cup 2015 - 1º turno                                                   | -                                                                          | 45’                                                                        |
| 18-7-2015                                                                  | Baltimora                                                                  | Stati Uniti                                                                | 6 – 0                                                                      | Cuba                                                                       | Gold Cup 2015 - Quarti di finale                                           | -                                                                          | 67’                                                                        |
| 22-7-2015                                                                  | Atlanta                                                                    | Stati Uniti                                                                | 1 – 2                                                                      | Giamaica                                                                   | Gold Cup 2015 - Semifinale                                                 | -                                                                          | 78’                                                                        |
| 25-7-2015                                                                  | Filadelfia                                                                 | Stati Uniti                                                                | 1 – 1 dts (2 - 3 dtr)                                                      | Panama                                                                     | Gold Cup 2015 - Finale 3º posto                                            | -                                                                          | 60’                                                                        |
| 4-9-2015                                                                   | Washington                                                                 | Stati Uniti                                                                | 2 – 1                                                                      | Perù                                                                       | Amichevole                                                                 | -                                                                          |                                                                            |
| 8-9-2015                                                                   | Foxborough                                                                 | Stati Uniti                                                                | 1 – 4                                                                      | Brasile                                                                    | Amichevole                                                                 | -                                                                          |                                                                            |
| 10-10-2015                                                                 | Pasadena                                                                   | Stati Uniti                                                                | 2 – 3 dts                                                                  | Messico                                                                    | Amichevole                                                                 | -                                                                          | 78’                                                                        |
| 14-10-2015                                                                 | New York                                                                   | Stati Uniti                                                                | 0 – 1                                                                      | Costa Rica                                                                 | Amichevole                                                                 | -                                                                          |                                                                            |
| 13-11-2015                                                                 | Saint Louis                                                                | Stati Uniti                                                                | 6 – 1                                                                      | Saint Vincent e Grenadine                                                  | Qual. Mondiali 2018                                                        | -                                                                          |                                                                            |
| 17-11-2015                                                                 | Port of Spain                                                              | Trinidad e Tobago                                                          | 0 – 0                                                                      | Stati Uniti                                                                | Qual. Mondiali 2018                                                        | -                                                                          |                                                                            |
| 25-3-2016                                                                  | Città del Guatemala                                                        | Guatemala                                                                  | 2 – 0                                                                      | Stati Uniti                                                                | Qual. Mondiali 2018                                                        | -                                                                          |                                                                            |
| 29-3-2016                                                                  | Columbus                                                                   | Stati Uniti                                                                | 4 – 0                                                                      | Guatemala                                                                  | Qual. Mondiali 2018                                                        | -                                                                          |                                                                            |
| 22-5-2016                                                                  | Bayamón                                                                    | Portogallo                                                                 | 1 – 3                                                                      | Stati Uniti                                                                | Amichevole                                                                 | -                                                                          |                                                                            |
| 25-5-2016                                                                  | Frisco                                                                     | Stati Uniti                                                                | 1 – 0                                                                      | Ecuador                                                                    | Amichevole                                                                 | -                                                                          |                                                                            |
| 28-5-2016                                                                  | Kansas City                                                                | Stati Uniti                                                                | 4 – 0                                                                      | Bolivia                                                                    | Amichevole                                                                 | -                                                                          | 45’                                                                        |
| 3-6-2016                                                                   | Santa Clara                                                                | Stati Uniti                                                                | 0 – 2                                                                      | Colombia                                                                   | Coppa America Centenario - 1º turno                                        | -                                                                          |                                                                            |
| 7-6-2016                                                                   | Chicago                                                                    | Stati Uniti                                                                | 4 – 0                                                                      | Costa Rica                                                                 | Coppa America Centenario - 1º turno                                        | -                                                                          |                                                                            |
| 11-6-2016                                                                  | Filadelfia                                                                 | Stati Uniti                                                                | 1 – 0                                                                      | Paraguay                                                                   | Coppa America Centenario - 1º turno                                        | -                                                                          | 47’, 48’                                                                   |
| 21-6-2016                                                                  | Houston                                                                    | Stati Uniti                                                                | 0 – 4                                                                      | Argentina                                                                  | Coppa America Centenario - Semifinale                                      | -                                                                          |                                                                            |
| 25-6-2016                                                                  | Glendale                                                                   | Stati Uniti                                                                | 0 – 1                                                                      | Colombia                                                                   | Coppa America Centenario - Finale 3º posto                                 | -                                                                          |                                                                            |
| 2-9-2016                                                                   | Kingstown                                                                  | Saint Vincent e Grenadine                                                  | 0 – 6                                                                      | Stati Uniti                                                                | Qual. Mondiali 2018                                                        | -                                                                          | 43’                                                                        |
| 7-10-2016                                                                  | L'Avana                                                                    | Cuba                                                                       | 0 – 2                                                                      | Stati Uniti                                                                | Amichevole                                                                 | -                                                                          | 45’                                                                        |
| 11-10-2016                                                                 | Washington                                                                 | Stati Uniti                                                                | 1 – 1                                                                      | Nuova Zelanda                                                              | Amichevole                                                                 | -                                                                          |                                                                            |
| 12-11-2016                                                                 | Columbus                                                                   | Stati Uniti                                                                | 1 – 2                                                                      | Messico                                                                    | Qual. Mondiali 2018                                                        | -                                                                          | 74’                                                                        |
| 3-6-2017                                                                   | Sandy                                                                      | Stati Uniti                                                                | 1 – 1                                                                      | Venezuela                                                                  | Amichevole                                                                 | -                                                                          |                                                                            |
| 8-6-2017                                                                   | Commerce City                                                              | Stati Uniti                                                                | 2 – 0                                                                      | Trinidad e Tobago                                                          | Qual. Mondiali 2018                                                        | -                                                                          |                                                                            |
| 11-6-2017                                                                  | Città del Messico                                                          | Messico                                                                    | 1 – 1                                                                      | Stati Uniti                                                                | Qual. Mondiali 2018                                                        | -                                                                          | 44’                                                                        |
| 6-10-2017                                                                  | Orlando                                                                    | Stati Uniti                                                                | 0 – 2                                                                      | Costa Rica                                                                 | Qual. Mondiali 2018                                                        | -                                                                          |                                                                            |
| 10-10-2017                                                                 | Couva                                                                      | Trinidad e Tobago                                                          | 2 – 1                                                                      | Stati Uniti                                                                | Qual. Mondiali 2018                                                        | -                                                                          |                                                                            |
| 14-11-2017                                                                 | Leiria                                                                     | Portogallo                                                                 | 1 – 1                                                                      | Stati Uniti                                                                | Amichevole                                                                 | -                                                                          |                                                                            |
| 28-3-2018                                                                  | Cary                                                                       | Stati Uniti                                                                | 1 – 0                                                                      | Paraguay                                                                   | Amichevole                                                                 | -                                                                          | 62’                                                                        |
| 2-6-2018                                                                   | Dublino                                                                    | Irlanda                                                                    | 2 – 1                                                                      | Stati Uniti                                                                | Amichevole                                                                 | -                                                                          | 71’                                                                        |
| 9-6-2018                                                                   | Décines-Charpieu                                                           | Francia                                                                    | 1 – 1                                                                      | Stati Uniti                                                                | Amichevole                                                                 | -                                                                          | 74’                                                                        |
| 8-9-2018                                                                   | East Rutherford                                                            | Stati Uniti                                                                | 0 – 2                                                                      | Brasile                                                                    | Amichevole                                                                 | -                                                                          |                                                                            |
| 12-9-2018                                                                  | Nashville                                                                  | Stati Uniti                                                                | 1 – 0                                                                      | Messico                                                                    | Amichevole                                                                 | -                                                                          | 85’ 88’                                                                    |
| 12-10-2018                                                                 | Tampa                                                                      | Stati Uniti                                                                | 2 – 4                                                                      | Colombia                                                                   | Amichevole                                                                 | -                                                                          |                                                                            |
| 17-10-2018                                                                 | East Hartford                                                              | Stati Uniti                                                                | 1 – 1                                                                      | Perù                                                                       | Amichevole                                                                 | -                                                                          | 83’                                                                        |
| 15-11-2018                                                                 | Londra                                                                     | Inghilterra                                                                | 3 – 0                                                                      | Stati Uniti                                                                | Amichevole                                                                 | -                                                                          |                                                                            |
| 22-3-2019                                                                  | Orlando                                                                    | Stati Uniti                                                                | 1 – 0                                                                      | Ecuador                                                                    | Amichevole                                                                 | -                                                                          | 68’                                                                        |
| 27-3-2019                                                                  | Houston                                                                    | Stati Uniti                                                                | 1 – 1                                                                      | Cile                                                                       | Amichevole                                                                 | -                                                                          | cap.                                                                       |
| 16-10-2019                                                                 | Toronto                                                                    | Canada                                                                     | 2 – 0                                                                      | Stati Uniti                                                                | CONCACAF Nations League 2019-2020 - 2º turno                               | -                                                                          | 74’                                                                        |
| 15-11-2019                                                                 | Orlando                                                                    | Stati Uniti                                                                | 4 – 1                                                                      | Canada                                                                     | CONCACAF Nations League 2019-2020 - 2º turno                               | -                                                                          | 86’                                                                        |
| 19-11-2019                                                                 | George Town                                                                | Cuba                                                                       | 0 – 4                                                                      | Stati Uniti                                                                | CONCACAF Nations League 2019-2020 - 2º turno                               | -                                                                          | 60’                                                                        |
| 30-5-2021                                                                  | San Gallo                                                                  | Svizzera                                                                   | 2 – 1                                                                      | Stati Uniti                                                                | Amichevole                                                                 | -                                                                          | 61’                                                                        |
| 7-6-2021                                                                   | Denver                                                                     | Stati Uniti                                                                | 3 – 2 dts                                                                  | Messico                                                                    | CONCACAF Nations League 2019-2020 - Finale                                 | -                                                                          | 94’ 106’                                                                   |
| 2-9-2021                                                                   | San Salvador                                                               | El Salvador                                                                | 0 – 0                                                                      | Stati Uniti                                                                | Qual. Mondiali 2022                                                        | -                                                                          |                                                                            |
| 5-9-2021                                                                   | Nashville                                                                  | Stati Uniti                                                                | 1 – 1                                                                      | Canada                                                                     | Qual. Mondiali 2022                                                        | -                                                                          | 44’                                                                        |
| 8-9-2021                                                                   | San Pedro Sula                                                             | Honduras                                                                   | 1 – 4                                                                      | Stati Uniti                                                                | Qual. Mondiali 2022                                                        | -                                                                          | 46’                                                                        |
| 10-10-2021                                                                 | Panama                                                                     | Panama                                                                     | 1 – 0                                                                      | Stati Uniti                                                                | Qual. Mondiali 2022                                                        | -                                                                          | 68’                                                                        |
| 13-10-2021                                                                 | Columbus                                                                   | Stati Uniti                                                                | 2 – 1                                                                      | Costa Rica                                                                 | Qual. Mondiali 2022                                                        | -                                                                          | 73’                                                                        |
| 12-11-2021                                                                 | Cincinnati                                                                 | Stati Uniti                                                                | 2 – 0                                                                      | Messico                                                                    | Qual. Mondiali 2022                                                        | -                                                                          |                                                                            |
| 16-11-2021                                                                 | Kingston                                                                   | Giamaica                                                                   | 1 – 1                                                                      | Stati Uniti                                                                | Qual. Mondiali 2022                                                        | -                                                                          |                                                                            |
| 24-3-2022                                                                  | Città del Messico                                                          | Messico                                                                    | 0 – 0                                                                      | Stati Uniti                                                                | Qual. Mondiali 2022                                                        | -                                                                          | 26’ 80’                                                                    |
| 30-3-2022                                                                  | San José                                                                   | Costa Rica                                                                 | 2 – 0                                                                      | Stati Uniti                                                                | Qual. Mondiali 2022                                                        | -                                                                          | 61’                                                                        |
| 5-6-2022                                                                   | Kansas City                                                                | Stati Uniti                                                                | 0 – 0                                                                      | Uruguay                                                                    | Amichevole                                                                 | -                                                                          | 62’                                                                        |
| 27-9-2022                                                                  | Murcia                                                                     | Arabia Saudita                                                             | 0 – 0                                                                      | Stati Uniti                                                                | Amichevole                                                                 | -                                                                          | 59’                                                                        |
| 21-11-2022                                                                 | Al Rayyan                                                                  | Stati Uniti                                                                | 1 – 1                                                                      | Galles                                                                     | Mondiali 2022 - 1º turno                                                   | -                                                                          | 74’                                                                        |
| 3-12-2022                                                                  | Al Rayyan                                                                  | Paesi Bassi                                                                | 3 – 1                                                                      | Stati Uniti                                                                | Mondiali 2022 - Ottavi di finale                                           | -                                                                          | 75’                                                                        |
| 19-4-2023                                                                  | Glendale                                                                   | Stati Uniti                                                                | 1 – 1                                                                      | Messico                                                                    | Amichevole                                                                 | -                                                                          |                                                                            |
| 24-6-2023                                                                  | Chicago                                                                    | Stati Uniti                                                                | 1 – 1                                                                      | Giamaica                                                                   | Gold Cup 2023 - 1º turno                                                   | -                                                                          |                                                                            |
| 2-7-2023                                                                   | Charlotte                                                                  | Stati Uniti                                                                | 6 – 0                                                                      | Trinidad e Tobago                                                          | Gold Cup 2023 - 1º turno                                                   | -                                                                          | 77’                                                                        |
| 12-7-2023                                                                  | San Diego                                                                  | Stati Uniti                                                                | 1 – 1 dts (4 – 5 dtr)                                                      | Panama                                                                     | Gold Cup 2023 - Semifinale                                                 | -                                                                          | 63’                                                                        |
| Totale                                                                     |                                                                            | Presenze                                                                   | 81                                                                         |                                                                            | Reti                                                                       | 0                                                                          |                                                                            |

## Palmarès

### Club

#### Competizioni nazionali
- U.S. Open Cup: 1

Seattle Sounders: 2014
- MLS Supporters' Shield: 1

Seattle Sounders: 2014
- Football League Championship: 1

Newcastle: 2016-2017

#### Competizioni internazionali
- Leagues Cup: 1

Inter Miami: 2023

### Nazionale
- CONCACAF Nations League: 1

2019-2020